# J.P. Morgan
John Pierpont Morgan, född 17 april 1837 i Hartford, Connecticut, död 31 mars 1913 i Rom, Italien, var en amerikansk finansman, bankir, filantrop och konstsamlare som dominerade finans- och konsolideringsindustrin under sin samtid. Han grundade ett flertal företag, däribland banken J.P. Morgan & Co, som numera ingår i det amerikanska finansbolaget J.P. Morgan Chase, vilket idag räknas som en av de största bankerna i USA. Han spelade även en viktig roll under finanskrisen 1907, då han injicerade likviditet i det finansiella systemet och organiserade ett samarbete mellan banker och mäklarhus, för att förhindra en systematisk uppdelning.
J.P. Morgan började med att representera sin far, Julius Spencer Morgans Londonfirma i USA och gjorde handel med amerikanska värdepapper till företagets huvuduppgift. Sedan firman 1873 ombesörjt statslån på 300 miljoner dollar erkändes de som ett av de ledande finansföretagen. Företagsnamnet J.P. Morgan & Co antogs 1895. Under J.P. Morgans ledning gick firman i spetsen för bankernas och finansinstitutens engagemang i och kontroll över industrin. 1892 skapade han General Electric, 1901 United States steel corporation, och 1900 kontrollerade J.P. Morgan & Co 47 387 kilometer järnvägar och ägde stort inflytande över ytterligare 60 730 kilometer. Kontrollen över företagen förutsatte oerhörda belopp disponibla. 1912 beräknades att Morgans finansinstitut disponerade över 10 miljarder dollar. J.P. Morgan styrde firman enväldigt som diktator.
I början av 1900-talet bestämde sig Morgan, som för dåvarande var mångmiljonär, att köpa upp alla konkurrerande rederier för att sedan placera dem under en enda organisation med fasta priser. Denna organisation döpte han till International Mercantile Marine Co. Morgan var med och gjorde det brittiska rederiet White Star Line mycket framgångsrik efter att denne köpt upp företaget 1902. Här skulle han inleda ett unikt samarbete tillsammans med affärsmännen Joseph Bruce Ismay och William James Pirrie, varvid dessa låg bakom byggandet av ett flertal moderna oceanångare, däribland RMS Titanic. Morgan hade även en privat lyxsvit ombord på Titanic och det var till en början tänkt att även han skulle följa med på fartygets jungfrufärd, men han lät dock ställa in sin resa i sista minuten.
Morgan hade tre döttrar och sonen  J.P. Morgan, Jr.